# Xperimentul Quatermass
The Quatermass Xperiment (titlu în SUA: The Creeping Unknown) este un film SF de groază britanic din 1955 regizat de Val Guest. În rolurile principale joacă actorii Brian Donlevy, Jack Warner, Richard Wordsworth, Margia Dean. Filmu se bazează pe serialul BBC, The Quatermass Experiment, scris de Nigel Kneale.

## Prezentare
O rachetă, lansată de echipa condusă de profesorul Quatermass, cade într-o zona rurală din Anglia. Din cei trei membri ai echipajului, doi au dispărut în mod misterios. Al treilea, aproape mort, trece printr-o metamorfoză oribilă care-l transformă într-un „lucru” monstruos. Acesta fuge, fiind urmărit în zadar de către inspectorul Lomax, omorând oameni și animale pentru a hrăni transformarea sa. Quatermass își dă seama că aceasta este calea aleasă de o formă de viață extraterestră pentru a invada Pământul.

## Actori
- Brian Donlevy (Dr. Bernard Quatermass)
- Jack Warner (Lomax)
- Margia Dean (Judith Carroon)
- Richard Wordsworth (Victor Carroon)
- David King-Wood (Briscoe)
- Harold Lang (Christie)
- Lionel Jeffries (Blake)
- Thora Hird (Rosie)
- Gordon Jackson (realizator de emisiuni TV)
- Sam Kydd
- Jane Asher